# Anatole Litvak
Anatole Litvak (opr. russisk: Анатолий Михайлович Литвак tr. Anatolij Mikhajlovitj Litvak ; født 10. maj 1902 i Kyiv, Det Russiske Kejserrige, død 15. december 1974 i Neuilly-sur-Seine ved Paris, Frankrig) var en russisk - amerikansk filminstruktør. 
Han indledte sin karriere i russisk film og teater, og debuterede som filminstruktør i 1923. Han var derefter virksom i Berlin, bl.a. som klipper for Georg Wilhelm Pabst, og i Paris og London. I Frankrig instruerede han biografsuccesen Mayerling (Mayerling-dramaet, 1935) med Charles Boyer og Danielle Darrieux. Han arbejdede i Hollywood fra 1937-56, hvor thrilleren Sorry Wrong Number (Galt nummer, 1948) blev en af hans største succeser. Han fik også meget opmærksomhed med The Snake Pit (Ormegården, 1949), om en sindslidende kvindes skæbne. Under 2. verdenskrig samarbejdede han med Frank Capra på dokumentarserien Why We Fight (1942-43). Blandt hans senere film bør nævnes Anastasia (1956).